# Papa Grigore al X-lea
Papa Grigore al X-lea (n. 1210, Piacenza, Italia – d. 10 ianuarie 1276, Arezzo, Republica Florentină) a fost un papă al Romei. A fost beatificat (declarat fericit).